# Peter Uhrig
Peter Uhrig (Worms, 23 de mayo de 1965) es un deportista alemán que compitió en remo. Ganó cuatro medallas en el Campeonato Mundial de Remo entre los años 1989 y 1994.

## Palmarés internacional
| Representando a la RFA   |                               |                   |                         |
| Campeonato Mundial       |                               |                   |                         |
| Año                      | Lugar                         | Medalla           | Prueba                  |
| 1989                     | Bled (Yugoslavia)             | Medalla de oro    | Cuatro scull ligero     |
| Representando a Alemania |                               |                   |                         |
| Campeonato Mundial       |                               |                   |                         |
| Año                      | Lugar                         | Medalla           | Prueba                  |
| 1991                     | Viena (Austria)               | Medalla de plata  | Scull individual ligero |
| 1993                     | Račice (República Checa)      | Medalla de bronce | Doble scull             |
| 1994                     | Indianápolis (Estados Unidos) | Medalla de plata  | Doble scull             |